# Le Sen (Landy)
Sen – miejscowość i gmina we Francji, w regionie Nowa Akwitania, w departamencie Landy.
Według danych na rok 1990 gminę zamieszkiwało 161 osób, a gęstość zaludnienia wynosiła 3 osób/km² (wśród 2290 gmin Akwitanii Sen plasuje się na 1015. miejscu pod względem liczby ludności, natomiast pod względem powierzchni na miejscu 108.).